# Líbánky (Dr. House)
Líbánky je dvacátá druhá epizoda z první řady seriálu Dr. House.

## Děj
House souhlasí s tím, že bude léčit manžela své bývalé přítelkyně Stacy. Stacy domluvila schůzku manžela s Housem v restauraci. Ten, aby ho mohl léčit ho omámil chloralhydráty. Tým však pociťuje, že House vystavuje Marca (manžela Stacy) nebývale silným neetickým postupům, jako odvetu za to, co se stalo Housovi s jeho nohou. Po sérii testů se stále nedaří najít jakýkoliv problém. House ho přesto nechá operovat. Operace však zjistí pouze zvětšený močový měchýř. House si ale vyžádá záznamy operace a v noci je studuje. Všimne si, že Marc trpí žaludeční epilepsií. Marcovi odumírají mozkové buňky. Foremanova verze je, že je to způsobeno encefalitidou nebo Alzheimerovou chorobou. House pošle Chase a Foremana k Marcovi domů, aby zjistili příčiny onemocnění. Mezitím Cameronová vyloučí Alzheimera. Zjišťuje také jaký byl House před svalovým infarktem. Marcovi je vyšetřen mozek a je proveden test paměti. Nic však není zjištěno. Testy ukazují, že je dokonale zdravý, avšak umírá. Postupně ochrne. Při záchvatu paniky málem přestane dýchat. Aby si House potvrdil diagnózu, musí vyvolat u Marca záchvat. Ten to však odmítá. Stacy mu ale chce zachránit život a House přemlouvá. Ten nejdříve odmítá, ale nakonec ho přemluví. House se chystá vyvolat u Marca záchvat, ale tým mu v tom zabrání. House ale odvede jejich pozornost a podaří se mu dát injekci. Záchvat se po chvíli dostaví a je potřeba odebrat moč. Vypadne však katetr a tak House musí odebrat moč přímo z močového měchýře. Její testování potvrdí Housovu diagnózu, že Marc má porfyrii. Stacy řekne Housovi, že on byl ten pravý a vždy bude, ale že zůstává s Marcem. Ke konci epizody mluví s Housem Cameronová, která mu říká, že myslela že nikdy nemiloval, ale že se zmýlila, že jen nemiloval ji. Jelikož se Marc musí s porfyrii léčit, nabídla Cuddyová Stacy pozici právníka nemocnice a ta ji po Housově souhlasu přijala.

## Diagnózy
- špatné diagnózy: břišní epilepsie, Alzheimer, encefalitida
- správná diagnóza: akutní intermitentní porfyrie